# マネースクエアHD
株式会社マネースクエアHDは、外国為替証拠金取引を行う株式会社マネースクエアを傘下に持つホールディングスカンパニーである。本社は東京都港区にある。
株式会社マネースクウェアHD（初代）の旧商号は、株式会社マネースクウェア・ジャパン（MONEY SQUARE JAPAN, INC.）。

## 概要
子会社であるFX事業会社のマネースクエアは、FXにミドルリスク・ミドルリターンを取り入れた中長期的な資産形成に取り組むにあたっての投資家教育や独自の注文手法の提供を会社の特徴としている。
その注文手法としては、特許を取得した「トラップトレード」（特許第4278664号）、「リピートイフダン」（特許第4435139号）、「トラップリピートイフダン（略称「トラリピ」登録番号：第5297891号、第5390593号）」（特許第4445006号）などがあり、「トラリピ」に関しては、顧客の70％以上が使用。
2018年5月末時点、特許件数業界NO.1 を記録。
なお、FX取引手数料に関しては、2019年6月より「お客様の相場観に基づいた資産成長機会の提供」の実現に向け完全撤廃とした。
「顧客からの預り資産と会社資産の分別管理」、「顧客からの預資産全額信託」に関しては、2009年8月1日に施行された金融商品取引業等に関する内閣府令施行以前より取り組んでいる。
創業当初から「マネーゲームではない資産運用としてのFX・CFD」というコンセプトを掲げ、2018年4月の第二創業スタート時には、「企業理念-MONEY SQUARE Way」を制定、「アイデアとテクノロジーでNIPPONの資産運用の未来を創る」というビジョンを発表。同時期には「Strategy Statement」を策定し、「腹落ち感のあるミドルリターン投資」を通じて社会に貢献するという自社の存在意義を表明した。
投資家教育に力を入れており、FXの知識や市況情報のみならず、トラリピを使いこなすためのレポートや動画をタイムリーに配信している。
「Ｍ２ＪＦＸ アカデミア」などの教育プログラムが評価され、世界中のFX会社のサミット「フォレックス・マグネイト東京サミット 2013」で「ベスト・エデュケーショナルブローカー賞」を受賞した。
米国の経済誌Forbesのアジア版「フォーブス・アジア」が選ぶ「Asia's 200 Best Under A Billion」の1社に選ばれた。また、2015年度のオリコン顧客満足度ランキング「FX取引」部門の4項目で1位を獲得している。

## 沿革
- 2002年10月、株式会社マネースクウェア・ジャパンを東京都品川区に創業（資本金6500万円）
- 2007年10月25日、大阪証券取引所ヘラクレスに上場
- 2013年3月1日、東京証券取引所二部へ上場
- 2014年3月3日、東京証券取引所一部に指定
- 2014年10月1日、株式会社マネースクウェアHD（初代）に商号変更。吸収分割により、外国為替証拠金に係る全事業を株式会社マネースクウェア・ジャパン（旧社名: マネースクウェア・ジャパン分割準備株式会社、2014年10月1日付で商号変更）に承継し持株会社体制へ移行[4]。
- 2016年10月31日、マネジメント・バイアウトを目的に設立された株式会社インフィニティが株式公開買付けを実施し、60.17%の株式を取得。
- 2017年1月20日、東京証券取引所一部上場廃止
- 2017年4月1日、株式会社インフィニティが株式会社マネースクウェアHD（初代）を吸収合併し、株式会社マネースクウェアHD（2代）に商号変更。
- 2018年4月1日、株式会社マネースクウェアHD（2代）が株式会社マネースクエアHDに、子会社の株式会社マネースクウェア・ジャパンが株式会社マネースクエアに、それぞれ商号変更[5]。
- 2023年1月16日、株式会社ノジマの子会社である「ニューシナジー投資事業有限責任組合」が、株式会社マネースクエアHDの発行済株式の97.75%を取得。

## グループ会社
- 株式会社マネースクエア
- MONEY SQUARE INTERNATIONAL, INC.